# 遊客湖

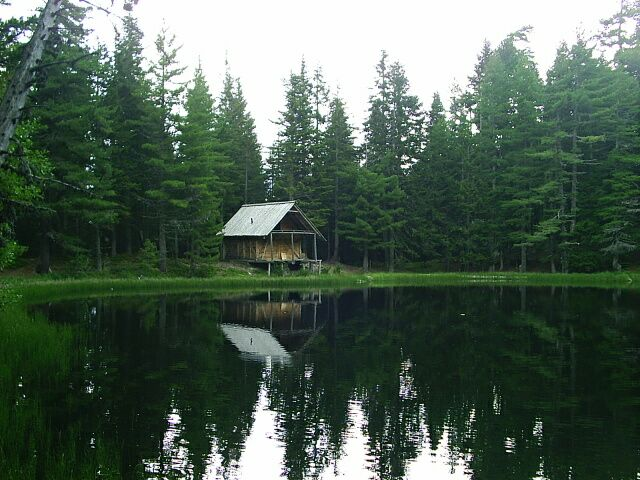
遊客湖

42°37′29″N 19°52′49″E / 42.62472°N 19.88028°E
遊客湖是蒙特內哥羅的湖泊，位於該國東部，由普拉夫負責管轄，長0.09公里、寬0.07公里，面積0.5平方公里，海拔高度1,280米，最大水深4米，湖中的浮島佔該湖面積四分之一。